# フィーバービッグチャイム
『フィーバービッグチャイム』は、1998年7月にSANKYOが発売した、フィーバーパワフルシリーズ同様の9分割された画面と8ラインの有効ラインを採用したパチンコ機のシリーズ名。
フィーバービッグチャイムとCRフィーバービッグチャイムの2機種がある。

## 概要
液晶型のデジパチ。カジノの趣を取り入れており、前身機であるフィーバースーパーナインを踏襲している要素が多く、9分割されたデジタルのアクションやゲージ構成は似通ったものとなっている。本機にはラウンド数の多い大当たりと、ラウンド数の少ない中当たりが存在する。液晶上に7図柄が揃うか9画面全てにベルが揃うオールベルの場合は大当たりで、77BAR•7BAR7•BAR77のいずれかが揃った場合は中当たりとなる。CR機は7図柄が2ライン以上揃うかオールベル揃いの場合は確変に突入し、7図柄が1ラインの場合は通常大当たりとなる。現金機の場合は7揃いもしくはオールベル揃いの大当たりの場合は200回の時短に突入し、BARを含む中当たりの場合は50回の時短に突入する。盤面右下に配置されているメインデジタルの表示は液晶表示と連動しており、CR機の場合だと確変大当たりの場合は1•3•5•7のいずれかが3つ揃い、7図柄が1ラインの通常大当たりの場合は8が3つ揃い、中当たりの場合は2•4•6のいずれかが3つ揃う仕様である。

## スペック
- フィーバービッグチャイム
  - 賞球数 5&13
  - 大当たり最高継続 16R
  - 大当たり確率 1/200.5
  - 時短回数　1/2で200回　1/2で50回
- CRフィーバービッグチャイム
  - 賞球数 6&15
  - 大当たり最高継続 14R
  - 大当たり確率 1/248.5
  - 確変中大当たり確率　1/99.4
  - 確変突入率　1/2
  - 確変期間　次回大当たりまで継続　5回リミッター

## 図柄
- 液晶図柄
  - 7
  - BAR
  - ベル
  - スイカ
  - チェリー
  - REPLAY
  - 赤コイン
  - 黄コイン
  - 緑コイン
  - CHANCE
- メインデジタル
  - 1
  - 2
  - 3
  - 4
  - 5
  - 6
  - 7
  - 8

## 演出
本機のデジタルアクションは、リーチアクション3種類と前兆アクション1種類の全部で4種類となっている。リーチアクションには、リーチの大半を占めるノーマルリーチ以外に、「リプレイチャンス」と「オールチャンス」がある。リプレイチャンスは、7•チェリー•3色のコインのいずれかの図柄が十字の形か「左上隅3個」もしくは「右下隅3個」の右下がりの形で停止した後に、中央に「REPLAY」図柄が停止すると発展することがある演出で、ファンファーレと共に女性の声でアナウンスが流れ、その後図柄が再始動すると最初に中当たりが確定する。そこからさらに再始動する可能性があり、もう一度デジタルが動けばBAR図柄が7図柄に変化し大当たりに昇格する。オールチャンスは、9コマのデジタル全てに「CHANCE」図柄が停止すると発展することがある演出で、図柄停止後にファンファーレが鳴り響き、何も起きなければその時点でハズレが確定するが、鐘の音と共にデジタルが動き出せばオールベル揃いが確定する。前兆アクションの「シグナルチャイム」はデジタルスタート時に効果音が鳴り、その後鐘の音と共に8個のベルが中央以外に一瞬表示される連続演出で、金色のベルの数と形でリーチの信頼度を示唆する演出である。金色のベルは2〜6個表示されることがあり、6個表示された場合は大当たりが確定する。